# 111. Infanterie-Division (Wehrmacht)
La 111. Infanterie-Division fu una divisione dell'esercito tedesco attiva durante la seconda guerra mondiale, che venne creata nel 1940 e fu impiegata sul fronte orientale, dove fu sciolta nel 1944.

## Storia
La divisione fu costituita il 6 novembre 1940, nell'area di Fallingbostel e dal giugno 1941 prese parte all'operazione Barbarossa, attraversando il Bug, Dubno, Kiev e il Dnepr verso l'area a est di Poltava. Dal giugno 1942 prese parte all'avanzata sul Caucaso, attraversando Shakhty, Rostov, Novorossiysk, Krasnodar, Armavir e al Terek, vicino a Mozdok. Dal gennaio 1943, si ritirò sul Kuban e sul Mius, vicino a Taganrog, per poi continuare la ritirata su Melitopol e Nikopol. Nel marzo 1944 venne trasferita in Crimea, vicino a Sivash e Sebastopoli, dove fu distrutta nel maggio 1944 ed il personale fu utilizzato per costituire lo stato maggiore della 226. Infanterie-Division il 26 giugno 1944.

## Ordine di battaglia

### 111. Infanterie-Division 1940
- Infanterie-Regiment 50
- Infanterie-Regiment 70
- Infanterie-Regiment 117
- Artillerie-Regiment 117
- Pionier-Bataillon 111
- Panzerjäger-Abteilung 111
- Aufklärungs-Abteilung 117
- Divisions-Nachrichten-Abteilung 111
- Divisions-Nachschubführer 111[1]

### 111. Infanterie-Division 1943
- Grenadier-Regiment 50
- Grenadier-Regiment 70
- Grenadier-Regiment 117
- Divisions-Füsilier-Bataillon 111
- Artillerie-Regiment 117
- Pionier-Bataillon 111
- Panzerjäger-Abteilung 111
- Divisions-Nachrichten-Abteilung 111
- Divisions-Nachschubführer 111[1]

## Decorazioni
Alcuni soldati della 111. Infanterie-division furono premiati per le loro azioni in guerra:
- Croce Tedesca
  - in oro: 9
- Croce di Cavaliere della croce di ferro: 14[3]
  - Croce di Cavaliere con foglie di quercia: 1
- Distintivo per combattimenti ravvicinati:
  - in bronzo: 3

## Comandanti
- General der Infanterie Otto Stapf (5 novembre 1940 - 1° gennaio 1942)
- General der Infanterie Hermann Recknagel (1° gennaio 1942 - 15 agosto 1943)
- Generalmajor Werner von Bülow (15 agosto 1943 - 30 agosto 1943)
- General der Infanterie Hermann Recknagel (30 agosto 1943 - 1° novembre 1943)
- Generalmajor Erich Gruner (1° novembre 1943 - 10 febbraio 1944)
- Generalmajor Kurt Adam (10 febbraio 1944 - 22 aprile 1944)[1]